# Vargem (Santa Catarina)
Vargem is een gemeente in de Braziliaanse deelstaat Santa Catarina. De gemeente telt 3.187 inwoners (schatting 2009).

## Aangrenzende gemeenten
De gemeente grenst aan Abdon Batista, Brunópolis, Campos Novos en São José do Cerrito.